# La cacería del tabladillo
Cacería del tabladillo en Aranjuez es un óleo de Juan Bautista Martínez del Mazo, pintado hacia 1640. La obra muestra a la corte de Felipe IV, cazando unos venados en los alrededores del palacio de Aranjuez. Se conserva en el Museo del Prado que lo compró al coleccionista alemán A. S. Drey, de Múnich, en 1934. Para su compra se utilizaron fondos del legado Conde de Cartagena.

## Análisis
En 1666 aparece en el inventario del Real Alcázar de Madrid. Isabel de Farnesio lo llevó al Palacio del Pardo donde se inventarió en 1714. Más tarde volvió al Alcázar donde se encontraba antes del incendio de 1734. Durante la Guerra de la Independencia Española, José Bonaparte lo sacó del Pardo y lo llevó consigo a Francia. Tras la ruina del derrocado rey de España, fue vendido a Lord Ashburton. De este pasó a colecciones alemanas, como la Sedelmayer, o húngaras, como la de Marcel de Nemes.
Es una escena cortesana. En el tabladillo se encuentran la reina Isabel de Borbón, sus damas y tres religiosas. Abajo, en el campo, están el rey, su hermano el cardenal infante Fernando de Austria y los sirvientes. De estos destaca un enano negro. Una de los perros de cacería se ha identificado con uno de los que acompañan al príncipe Baltasar Carlos en El príncipe Baltasar Carlos cazador. La huella de Velázquez, suegro y maestro de Mazo, es inconfundible.